# مونشتراپل
مونشتراپل (به آلمانی: Münsterappel) یک شهر در آلمان است که در دنرسبرگکرایس واقع شده‌است. مونشتراپل ۵۵۰ نفر جمعیت دارد.